# Quake 4
Quake 4 – strzelanka pierwszoosobowa, wyprodukowana przez Raven Software oraz id Software i wydana przez Activision. Premiera odbyła się 18 października 2005 roku. Quake 4 korzysta z silnika graficznego stworzonego na potrzeby gry Doom 3. Polską wersję gry wydano 14 czerwca 2006.

## Fabuła
Tryb gry jednoosobowej Quake'a 4 kontynuuje historię Quake'a II zrzucając gracza przeciwko rasie kosmitów-cyborgów zwanych Stroggami na ich ojczystej planecie Stroggos. Gra opowiada historię żołnierza Matthew Kane'a który jest członkiem oddziału znanego jako Rhino Squad. Zadaniem żołnierzy jest zniszczenie Ogniwa, czyli biomechanizmu, który kieruje wszystkimi Stroggami.

## Rozgrywka
W grze Kane może posługiwać się dziesięcioma rodzajami uzbrojenia. Część z nich zostało wykonanych przez Ziemian, a część przez Stroggów.